# Charles Wojtkoski
Charles Nicholas Wojtkoski (* 6. Dezember 1921; † 21. Juni 1985; Pseudonym Charles Nicholas) war ein US-amerikanischer Comicautor und -zeichner. Wojtkoski wurde vor allem bekannt als Schöpfer der Comicfigur Blue Beetle.

## Leben und Arbeit
Wojtkoski begann in den 1930er Jahren als hauptberuflicher Comiczeichner zu arbeiten. Mit der Entwicklung der Reihe um den heiteren Abenteurer Blue Beetle erreichte er bereit 1939, mit nur achtzehn Jahren, seinen größten künstlerischen Erfolg: Die Reihe, die vom Fox Feature Syndicate urveröffentlicht wurde und später nacheinander in den Besitz von Charlton Comics und DC Comics überging, warf im Laufe der Jahrzehnte einige hundert Comicgeschichten, sowie eine Radio-Hörspielserie und einige andere Ablegerprodukte ab.
Nach der Teilnahme am Zweiten Weltkrieg zeichnete Wojtkowski für den Verlag Timely Comics (später Marvel Comics), für den er bereits in den frühen 1940er Jahren vereinzelt gezeichnet hatte. So zeichnete er nach dem Krieg für die Serien Captain America Comics, Human Torch Comics, Marvel Mystery Comics und Sub-Mariner Comics. Vor dem Krieg hatte er an USA Comics, Young Allies Comics, Tough Kid Squad Comics und Comedy Comics gezeichnet. Danach wechselte er zu Charlton Comics. Dort war er mehr als dreiundzwanzig Jahre lang in einer künstlerischen Partnerschaft mit dem Tuscher Vince Alascia und dem Autor Joe Gill tätig, mit denen er die Dschungelabenteuerserie Nyoka gestaltete.
In den 1980er Jahren, nach dem Konkurs von Charlton Comics, zeichnete er schließlich einige Jahre lang für das Satiremagazin Cracked und für die Marvel-Serie The Incredible Hulk. Hinzu kamen die Illustrationen für einen Hardcover-Bildband zu der Science-Fiction-Zeichentrickserie Transformers.